# NGC 1450
NGC 1450 (również PGC 13775) – galaktyka eliptyczna (E-S0), znajdująca się w gwiazdozbiorze Erydanu w odległości około 515 milionów lat świetlnych od Ziemi. Odkrył ją Lewis A. Swift 22 października 1886 roku.
Po północno-zachodniej stronie galaktyki na zdjęciach widoczny jest mały kulisty obiekt bądź „wybrzuszenie” galaktyki NGC 1450 (w zależności od użytego teleskopu). Przez niektóre katalogi został on błędnie skatalogowany jako zwarta galaktyka NGC 1450-2, zdjęcia z przeglądu Pan-STARRS1 dowiodły jednak, że jest to gwiazda pierwszego planu.